# Penningmeester
Een penningmeester vervult de functie van de persoon die de financiën van een vereniging, stichting of commissie beheert. De penningmeester wordt ook wel thesaurier, schatbewaarder, fiscus, kassier of quaestor (vrouwelijk: quaestrix, Latijn voor hij/zij die vraagt) genoemd. Bij de middeleeuwse gilden heette de functie busmeester.
De penningmeester vormt tezamen met de voorzitter en de secretaris de vaste kern van het dagelijks bestuur van een organisatie. Soms wordt echter de functie van de secretaris en de penningmeester gecombineerd. Men spreekt dan van een secretaris-penningmeester.
De verantwoordelijkheden van een penningmeester omvatten doorgaans:
- Het beheren van de rekening en de kas van de organisatie
- De begroting voorafgaand aan een bepaalde periode opmaken
- Financiële verslagen aan het eind van een bepaalde periode (bijvoorbeeld in de vorm van een jaarverslag of jaarrekening) presenteren
- Transacties (ontvangsten en uitgaven) beheren en uitvoeren

Er is ook een thesaurier-generaal, een topfunctie binnen het ministerie van Financiën van Nederland. Op bankbiljetten vindt men vaak de handtekening terug van de schatbewaarder.